# 7 Samodzielny Batalion Piechoty Zmotoryzowanej (Ukraina)
7 Samodzielny Batalion Piechoty Zmotoryzowanej – batalion Wojsk Lądowych Ukrainy, podporządkowany 19 Samodzielnej Brygadzie Rakietowej. Jako batalion obrony terytorialnej brał udział w konflikcie na wschodniej Ukrainie. Batalion stacjonuje w obwodzie chmielnickim.

## Działania batalionu
Batalion został rozmieszczony w rejonie Ługańska 1 lipca 2014 roku, gdzie miał zabezpieczać tyły ukraińskich służb granicznych. W połowie lipca batalion przeniesiono w okolice Charkowa, gdzie również miał pomagać w ochronie granicy państwowej. Jesienią tego samego roku batalion ponownie przebywał pod Ługańskiem i do tego czasu nie stwierdzono wśród jego żołnierzy ofiar śmiertelnych lub rannych.